# Mark Cuban
Mark Cuban (Pittsburgh, 1958. július 31. –) amerikai milliárdos üzletember, televíziós személyiség és médiatulajdonos, akinek vagyona a Forbes szerint 4.3 milliárd dollár, a 2020-as Forbes 400 listán 177. helyen szerepelt. A Dallas Mavericks profi kosárlabdacsapat tulajdonosa, amely a National Basketball Associationben (NBA) játszik. Résztulajdonosa a 2929 Entertainmentnek és az AXS TV igazgatója. A Shark Tank amerikai valóságshow egyik fő befektetője az ABC csatornán.

## Korai évek
Mark Cuban 1958. július 31-én, Pittsburghben született, Pennsylvaniában. Apja, Norton Cuban autókárpitos volt. Cuban elmondása szerint anyjának "minden héten más munkája vagy más karriercélja volt." Mount Lebanonban nőtt fel, zsidó munkásosztályú családban. Apai ági nagyapja változtatta meg a család nevét Chabenisky-ről Cubanre, miután családja Oroszországból az Egyesült Államokba költözött Ellis-szigeten keresztül. Anyai nagyszülei, akik szintén zsidó származásúak, Romániából származnak. 12 évesen lépett be először az üzlet világába, mikor szemetes zsákokat árult, hogy kosárlabdacipőt tudjon venni. A közeljövőben bélyegek és érmék értékesítésével keresett pénzt. 16 évesen kihasználta a Pittsburgh Post-Gazette sztrájkot és újságokat szállított Clevelandből a városba.
Középiskolájának utolsó évének befejezése helyett elkezdett a Pittsburghi Egyetemen tanulni, ahol a Pi Lambda Phi tagja lett. A Pittsburgh Steelers NFL-csapat rajongója. Egy évet töltött az egyetemen, mielőtt a Indiana University in Bloomington tanulója lett. 1981-ben BSc végzettséggel fejezte be tanulmányait a Kelley School of Businessben. Azért választotta, mert a "legjobb 10 üzleti egyetem közül ennek volt legalacsonyabb a költsége." Egyetem közben több üzleti kezdeményezése is volt, mint egy bár és diszkó. Miután végzett tanulmányaival, visszatért szülővárosába és a Mellon Bankban kezdett dolgozni.

## Karrierje
1982. július 7-én Cuban Dallasba költözött, ahol először az Elan bárban dolgozott csaposként, majd a Your Business Software cégnek értékesítőként. Kevesebb, mint egy év után kirúgták, mikor egy ügyféllel találkozott egy új cég elindítása miatt, a bolt kinyitása helyett.
Cuban ezt követően elindította a MicroSolutions vállalatot, amely szoftvereket árult. A cég olyan technológiák első használója volt, mint a Carbon Copy, Lotus Notes és a CompuServe. A cég egyik legnagyobb ügyfele a Perot Systems volt.
A cég bevételei 30 millió dollárra nőttek és 1990-ben eladta a CompuServe-nek, 6 millió dollárért, amelyből adózást követően nagyjából 2 millió került a zsebébe.

### Audionet, Broadcast.com és 2929 Entertainment
1995-ben Todd Wagner és Cuban csatlakozott az Audionethez, amelyet 1989-ben alapított Chris Jaeb. Egy szerver és egy ISDN használatával, az Audionet 1998-ban Broadcast.com lett. 1999-re 330 alkalmazottja lett és 13.5 millió bevételt hozott a második negyedben. Ugyanebben az évben segített a Victoria's Secret Divatbemutató élő közvetítésében. Ebben az évben a Yahoo! megvásárolta a céget 5.7 milliárd értéknyi Yahoo-részvényért.
Az eladás után Cuban nem akarta megkockáztatni a részvények értékének elvesztését. A Guinness Rekordok Könyve szerint ekkor megtette minden idők legnagyobb internetes vásárlását, mikor 1999-ben 40 millió dollárt költött egy Gulfstream V magángépre.
A Yahoo-Broadcast.com vásárt azóta az egyik legrosszabb internetes beszerzésnek tekintik. Egy-két évvel a Broadcast.com megvásárlása után a Yahoo lezárta összes streaming oldalát. Cuban azt mondta, hogy szerinte nagyon szerencsés volt, hogy ekkor el tudta adni a céget.
Cuban továbbra is dolgozott Wagnerrel, a 2929 Entertainmentben, amely filmeket és videófelvételeket forgalmaz.
2003. szeptember 24-én a vállalat megvette a Landmark Theatres-t, amely egy 58 mozit tartalmazó lánc.
Cuban résztulajdonosa az AXS TV-nek (korábban: HDNet), amely az első HD műholdas televíziós csatorna volt.
2004 februárjában Cuban bejelentette, hogy az ABC-vel együtt fog dolgozni a The Benefactor létrehozásában. A sorozat hat részből állt, a 16 résztvevő egy millióért játszott. Az évad befejezése előtt lemondták.
2020-ban Cuban 177. volt a Forbes 400 listán, 4.4 milliárd dollárral.
Cuban pénzügyileg támogatta Grokstert a MGM v. Grokster bírósági ügyben.

### Startup befektetések
Cuban több kisebb szoftvergyártó céget is támogatott élete során. Az IceRocket tulajdonosa, amely egy keresőmotor, ami blogok között keres adott tartalmakat. A RedSwoosh résztulajdonosa volt egy ideig—a cég peer-to-peer technológiát használ, hogy videótartalmakat és szoftvereket juttasson PC-kre—, amelyet később megvett az Akamai. Ezek mellett befektetett a Weblogs, Inc.-be, amely azóta az AOL tulajdonában van.

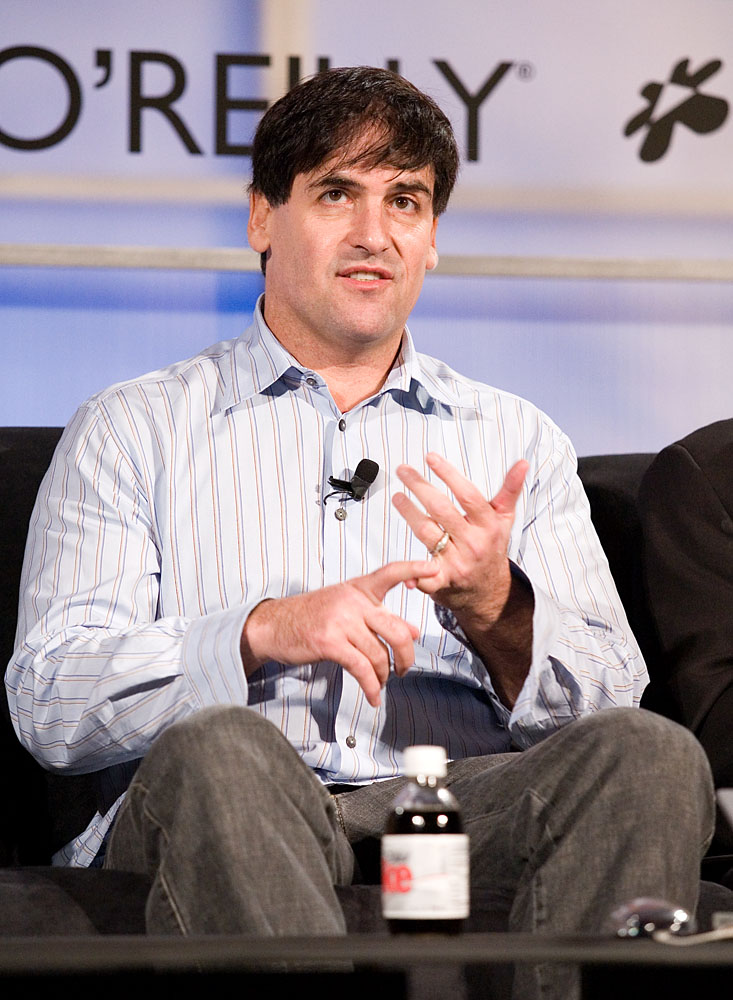
Cuban a 2005-ös Web 2.0 Conference-en.

2005-ben Cuban befektetett a Brondell Inc.-be, amely egy San Francisco-i startup, amely high-tech WC-ülőkéket gyárt. Ezek mellett megvette a Goowy Media Inc. egy részét, amely egy San Diego-i internet szoftver startup. 2006 áprilisában a Sirius Satellite Radio bejelentette, hogy Cuban meg fogja rendezni saját műsorát minden héten, Mark Cuban's Radio Maverick néven.
2006 júliusában Cuban finanszírozta a Sharesleuth.com-ot, amelyet a St. Louis Post-Dispatch korábbi riportere, Christopher Carey készített, hogy bűncselekmények után kutasson a tőzsdén. Többen is megkérdőjelezték, hogy mennyire legális információkat kiadni egy részvényről a hivatalos bejelentés előtt. Cuban kijelentette, hogy teljesen legális az amerikai "full disclosure" törvény értelmében.
2007 áprilisában Cuban összeállt a Mascot Books kiadóval, hogy megjelentesse első gyerekkönyvét, a Let's Go, Mavs!-t. 2011 novemberében pedig megjelentetett egy e-könyvet How to Win at the Sport of Business: If I Can Do It, You Can Do It címen, amelyet motivációs alapanyagként írt le.
2008 októberében Cuban elindította a Bailoutsleuth.com-ot, mint egy online portál, amely áttekinti az amerikai kormány 700 milliárd dolláros Wall Street-mentőcsomagját.
2010 szeptemberében Cuban pénzt biztosított a Motionloftnak. A cég vezérigazgatója, Jon Mills szerint küldött egy e-mailt Cubannek, bemutatva a céget és azt mondta, hogy a milliárdos gyorsan válaszolt, hogy szeretne többet hallani. 2013 novemberében többen is megkérdezték Cubant Mills szerepéről a Motionloft jövőbeli megvételében. Cuban tagadta, hogy így szeretett volna tenni. Millst 2013 decemberében rúgták ki a pozíciójáról és 2014 februárjában letartóztatta az FBI, csalásért.
2019-ben Cuban, Ashton Kutcher, Steve Watts és Watts felesége Angela megvásárolták a Veldskoen 50%-át.

### Shark Tank
Cuban "cápa" befektető az ABC Shark Tank valóságműsorában, 2011 óta.
2015 májusára 85 befektetése volt, 111 epizódón, összességében 19.9 millió dollárért. A végső szám folytonosan változik, hiszen a megegyezés nem a stúdióban, hanem azon kívül történik. Például a Hy-Conn megegyezett a műsorban 1.25 millió dollárért a cég 100%-áért, de Cuban végül nem vette meg a céget.
Cuban három legnagyobb befektetése a Ten Thirty One Productions, a Rugged Maniac Obstacle Race és a BeatBox Beverages.
Mióta Cuban csatlakozott a műsorhoz 2011-ben, a Shark Tank-ot sokkal többen kezdték nézni, a műsor 2014 és 2016 között háromszor elnyerte az Emmy-díjat a Kiemelkedően felépített valóságműsor kategóriában. 2018-ra Cuban a cápák közül a második leggazdagabb, Richard Branson mögött.

### Magnolia Pictures
Cuban a Magnolia Pictures tulajdonosa. Ezen keresztül ő finanszírozta a Cenzúrázatlanul - Háború másképp című filmet, amely a 2006-os Mahmudiyah gyilkosságokon alapul. 2007 szeptemberében Cuban eltávolított bizonyos képeket a filmből.
Ugyanígy 2007-ben Cuban érdekelt volt, hogy a Loose Change film forgalmazója legyen, amelynek narrátora Charlie Sheen és egy összeesküvés-elméletről szól. Cuban a következőt mondta a New York Post-nak: "Volt szó a jelenleg is létező videó forgalmazásáról, Charlie részvételével. De jelenleg keresünk ellenkező szempontú munkákat is."
2011 áprilisában Cuban eladásra helyezte a Magnolia Pictures és a Landmark Theatres cégeket, de azt mondta, hogy "ha nem kapjuk meg a megfelelő árat, boldogan keresünk továbbra is pénzt belőlük."

## Sport

### Dallas Mavericks
2000. január 4-én Cuban megvette az NBA-ben szereplő Dallas Mavericks csapatát, 285 millió dollárért H. Ross Perot Jr-tól.
Mielőtt Cuban megvette a csapatot, az előző 20 évben a Mavericks a mérkőzéseinek csak 40%-át nyerte meg és a rájátszásban 21 meccset nyert és 32-t vesztett el. A vásárlás utáni 10 évben a Mavs megnyerte mérkőzéseinek 69%-át és kilenc szezonban elérte a rájátszást. Cuban alatt a csapat megnyerte meccseinek 46%-át a rájátszásban, és 2006-ban a döntőig is eljutottak a Miami Heat ellen.
Általában az NBA csapatok tulajdonosai általában passzív szerepet játszanak a csapat életében és skyboxokból nézik a meccset. Cuban mindig közvetlenül a rajongók között ül, a csapat mezeit viselve. Az idegenbeli mérkőzésekre Gulfstream V magánrepülőjén utazik.
2010 májusában H. Ross Perot Jr., akinek továbbra is volt 5%-os tulajdonjoga, beperelte Cubant, azt mondva, hogy a franchise fizetésképtelen, vagy annak veszélyében áll. 2010 júniusában Cuban erre úgy válaszolt, hogy Perot jogtalanul próbál tőle pénzt szerezni, mert az utóbbi egy 100 millió dolláros projektje sikertelen lett. A pert 2011-ben elvetették, részben azért, mert a csapat bajnok lett a 2010–2011-es NBA-szezonban. 2014-ben az 5. kerületi bíróság ezt ismételten megerősítette. Az első vereséget követően Perot megpróbálta kitiltani a Mavericks rajongóit az általa irányított parkolókból az American Airlines Center közelében.
2018 januárjában Cuban bejelentette, hogy a Mavericks a következő szezontól elfogad Bitcoint fizetőeszközként.

#### Büntetések
Cubant többször is megbüntette az NBA, tulajdonosi szerepe gyakran téma a sportmédiában.

Cubant legalább 13 alkalommal az NBA összesen 1.665 millió dollárra büntette, mert kritizálta a ligát és a játékvezetőket. Egy 2006. június 30-i interjúban Dirk Nowitzki, a Maverick játékosa a következőt mondta róla:
Meg kell tanulnia, hogy hogyan kell magát úgy visszafognia, mint a játékosoknak. [...] Fejlődnie kell ezen a területen és nem kiabálhat a játékvezetőkkel az egész mérkőzésen. Nem hinném, hogy segít nekünk... Ott ül a cserepadunk mellett. Szerintem egy kicsit sok. De ezt mind elmondtuk neki már. Semmi újdonság. A játék elkezdődik és már azonnal kiabál velük. Szóval tudnia kell, hogy hogyan kezelje magát.
Az Associated Press által készített interjúban Cuban azt mondta, hogy minden büntetése mellett ugyanazt az összeget jótékony célra fordítja. Egy 2002-es incidens alatt azt mondta Ed T. Rush-ról, hogy "egy Dairy Queent se tudna irányítani." A Dairy Queen vezetői ezt követően meghívták a milliárdost, hogy irányítsa egy boltjukat egy napra. Cuban ezt elfogadta és egy napig egy coppelli Dairy Queen dolgozója volt, ahol több Mavericks-rajongó is megjelent.
A 2005–2006-os NBA-szezonban Cuban elindított egy szokást, amely szerint, mikor Michael Finley, a Mavericks egy korábbi játékosa visszatért a stadionba, kifütyülték. A Spurs és a Mavs közötti rájátszás-sorozatban Cuban káromkodott Bruce Bowen felé, amiért 25 ezer dollárra büntette az NBA. A 2006-os NBA-döntő után 250 ezer dollárra büntették, sokszoros helytelen viselkedésért a Miami Heat elleni ötödik mérkőzés után.
2007 februárjában Cuban kritizálta az NBA-döntő MVP Dwyane Wade-et és azt mondta, hogy valószínűleg megbüntetnék, ha elmondaná valós véleményét a 2006-os döntőről.
2009. január 16-án a liga megbüntette Cubatn 25 ezer dollárra, amiért rákiabált a Denver Nuggets játékosára, J. R. Smithre az első félidő végén, január 13-án. Cuban felajánlotta, hogy a büntetésének összegét a Smith által választott jótékony szervezetnek adományozza, illetve ha nem válaszol, akkor az NHL Players' Association Goals and Dreams Fundnak Todd Bertuzzi és Steve Moore nevében.
2010. május 22-én megbüntették Cubant 100 ezer dollárra, amiért beszélt arról, hogy megpróbálja leigazolni LeBron Jamest.
A korábbi események ellenére a 2011-es bajnoki cím idején kifejezetten csendes volt.
Ugyan nem mindig volt tökéletes kapcsolata David Sternnel, azt mondta, hogy mikor elhagyta a ligát, a fő hagyatéka az, hogy észrevette, hogy az NBA nem csak egy helyi, hanem egy globális termék.
2014. január 18-án Cubant ismét megbüntették 100 ezer dollárra, amiért kiabált bírókkal és káromkodott. Cuban ismét eladományozta a büntetés összegét.
2018. február 21-én Cubannak ki kellett fizetnie egy 600 ezer dolláros büntetést, miután azt mondta, hogy a szezon hátrelevő részében a Mavericks tudatosan rosszul fog játszani. Adam Silver azt nyilatkozta, hogy a büntetés azért volt, mert "a kijelentésnek negatív hatása volt az NBA-re nézve."
2020. március 16-án Cubant 500 ezer dollárra büntette az NBA, a bírók bírálásáért.

### Major League Basketball
Cuban többször is elmondta, hogy szívesen lenne egy Major League Baseball-franchise tulajdonosa és több esetben is sikertelenek voltak vásárlási próbálkozásai. 2008-ban 1.3 milliárd dollárt ajánlott a Chicago Cubs csapatáért és meghívták a második körbe is, több csoporttal együtt. Az utolsó körre már nem volt kiválasztva, 2009 januárjában. 2010 augusztusában Cuban többször is megpróbálta megvenni a Texas Rangers csapatát, összességében közel 600 millió dollárért. Ugyan ezzel megelőzte Nolan Ryan ajánlatait, de elvesztette a küzdelmet, mielőtt a csapat a San Francisco Giants ellen játszott a 2010-es döntőben.
2012 januárjában Cuban megtette első ajánlatát a Los Angeles Dodgers csapatára, de kiesett a második körben. Cuban úgy érezte, hogy a Dodgers TV-szerződése miatt túl volt árazva a csapat. Korábban azt mondta, hogy 1 milliárd dollárért már nem venné meg a franchise-ot "Nem érzem azt, hogy a Dodgers kétszer annyit érne, mint a Rangers". A Dodgerst végül 2.15 milliárd dollárért vette meg a Guggenheim Baseball Management.
Cuban ezek mellett elmondta, hogy szívesen lenne a New York Mets kisebbségi tulajdonosa, miután Fred Wilpon bejelentette 2011-ben, hogy tervezi eladni a csapat 25%-át.
Cuban meg akarta venni szülővárosának csapatát, a Pittsburgh Piratest, de Kevin McClatchy 2005-ben elutasította ajánlatát.

## Magánélet
Cubannek két testvére van, Brian és Jeff.
2002 szeptemberében összeházasodott Tiffany Stewarttal Barbadoson. Három gyerekük van: Alexis Sofia (2003–), Alyssa (2006–) és Jake (2010–). Egy 2230 négyzetméteres villában élnek Dallas Preston Hollow környékén.
2019 áprilisában, miután kihagyta a The View forgatását, Cuban elmondta, hogy műtéten esett át pitvari fibrilláció miatt. 2017-ben jelentette be először diagnózisát.
Vegetáriánus.

### Jótékonyság
2003-ban Cuban megalapította a Fallen Patriot Fundot, hogy segítse az amerikai hadseregben szolgált és az iraki háború idején elhunyt katonák családjait.
2015 júniusában 5 millió dollárt adományozott a Indianai Egyetemnek a Mark Cuban Center for Sports Media and Technology megépítésére, amely az iskola kosárlabda arénájában található.
2020 márciusában a Covid19-pandémia idején a LinkedInen posztolt kisvállalkozások tulajdonosainak, hogy kérjenek tőle segítséget túlélni a pandémia következtében történt gazdasági válság idején. Azt mondta, bármit kérdezhettek tőle, de azt mondta, hogy célja az volt, hogy segíthessen kisvállalkozásoknak elkerülni azt, hogy ki kelljen rúgniuk alkalmazottaikat. Több, mint 10 ezren válaszoltak neki.
2020-ban Cuban egy dallasi benzinkúton felvette a hajléktalan Delonte Westet, korábbi NBA-játékost. Fizetett neki egy hotelszobáért és bejelentette egy rehabilitációs központba.
Egy, az Associated Press által készített interjúban Cuban azt mondta, hogy minden alkalommal, mikor az NBA megbünteti, a büntetés befizetése mellett ugyanazt az összeget jótékony célra fordítja.

## Díjak és elismerések

### Üzleti
- Kelley School of Business Alumni Award - Distinguished Entrepreneur (1998)[114]
- D Magazine Az év vezérigazgatója (2011)[115]

### Sport
- NBA-bajnok (2011, a Dallas Mavericks tulajdonosaként)[116]
- Outstanding Team ESPY Award (2011, a Dallas Mavericks tulajdonosaként)[117]

## Filmográfia

### Film
| Év   | Cím                            | Szerep                              |
| ---- | ------------------------------ | ----------------------------------- |
| 1994 | Talking About Sex              | Macho Mark                          |
| 1995 | Lost at Sea                    | Gonosz                              |
| 2004 | The Cookout                    | Önmaga                              |
| 2006 | Póker életre-halálra           | Önmaga                              |
| 2006 | Csodacsuka 2                   | Drop squad edző                     |
| 2008 | One, Two, Many                 | Seamus                              |
| 2015 | Sharknado 3. - A végső harapás | Az Amerikai Egyesült Államok elnöke |
| 2015 | Törtetők                       | Önmaga                              |
| 2017 | The Clapper                    | Önmaga                              |
| 2018 | Game Over, Man!                | Önmaga                              |
| 2019 | Mi kell a férfinak?            | Önmaga                              |

### Televízió
| Év              | Cím                                    | Szerep                 | Jegyzet                                          |
| --------------- | -------------------------------------- | ---------------------- | ------------------------------------------------ |
| 2000            | Walker, a texasi kopó                  | Önmaga                 |                                                  |
| 2003            | WWE Survivor Series                    | Néző                   | Randy Orton RKO-val kiütötte.                    |
| 2004            | The Benefactor                         | Önmaga                 | Hat epizódig volt házigazda.                     |
| 2005            | Colbert Report                         | Önmaga                 | 1.32 epizódban                                   |
| 2007            | The Loop                               | Önmaga                 | Fatty epizódban                                  |
| 2007            | Dancing with the Stars                 | Önmaga                 | Az ötödik párként esett ki.                      |
| 2008–2015       | Real Time with Bill Maher              | Önmaga                 | 115, 220, 255, 364 epizódokban                   |
| 2008            | A Simpson család                       | Önmaga (hang)          | Burns és a méhek epizódban                       |
| 2009            | WWE Raw                                | Önmaga                 | a december 7-i műsor házigazdája                 |
| 2010            | NBA All Star-gála Celebgála            | Önmaga                 | A nyugati csapat tagja                           |
| 2010–2011       | Törtetők                               | Önmaga                 | Sniff Sniff Gang Bang, One Last Shot epizódokban |
| 2010–napjainkig | Shark Tank                             | Önmaga                 |                                                  |
| 2012            | Sketchers Super Bowl XLVI hirdetés     | Mr. Quiggly menedzsere |                                                  |
| 2012            | Trust Us With Your Life                | Önmaga                 | 1.03 epizódban                                   |
| 2012            | A férfiak, akik felépítették Amerikát  | Önmaga                 |                                                  |
| 2012            | Kick Buttowski: A külvárosi fenegyerek | Mr. Gibble (hang)      | Goodbye Gully epizódban                          |
| 2013            | Dallas                                 | Önmaga                 | J.R.'s Masterpiece epizódban                     |
| 2013            | The Neighbors                          | Önmaga                 | We Jumped The Shark (Tank) epizódban             |
| 2013            | Amcsi benzinfalók                      | Önmaga                 | Cool Customline epizódban                        |
| 2013            | Doktor D                               | Önmaga                 | There's The Door epizódban                       |
| 2014            | Amerikai fater                         | Önmaga (hang)          | Bemutatkoznak a pajkos sztyuárdeszek epizódban   |
| 2014            | Bad Teacher                            | Önmaga                 | Fieldtrippers epizódban                          |
| 2014            | A liga                                 | Önmaga                 | The Height Supremacist epizódban                 |
| 2014            | Cristela                               | Önmaga                 | Super Fan epizódban                              |
| 2016            | Riley a nagyvilágban                   | Önmaga                 | Riley és a pénz epizódban                        |
| 2017            | Amcsi benzinfalók                      | Önmaga                 | 100 Monkeys epizódban                            |
| 2017            | Billions                               | Önmaga                 | The Oath epizódban                               |
| 2018            | Bar Rescue                             | Önmaga                 | Operation: Puerto Rico epizódban                 |
| 2019            | Billions                               | Önmaga                 | Extreme Sandbox epizódban                        |
| 2019            | Az újonc                               | Önmaga                 | 81 pont epizódban                                |
| 2019            | Grace és Frankie                       | Önmaga                 | The Tank epizódban                               |
| 2020            | Brooklyn 99 – Nemszázas körzet         | Önmaga                 | Dupla átvágás epizódban                          |
| 2020            | Eszement Játékok                       | Önmaga                 | Power and Money epizódban                        |
| 2020            | Trailer Park Boys: The Animated Series | Önmaga                 |                                                  |

## Bilbiográfia
- How to Win at the Sport of Business: If I Can Do It, You Can Do It. Diversion Publishing. 2011. ISBN 978-1626810914
- Let's Go, Mavs!. Mascot Books. 2007. ISBN 978-1932888720